# Paralympiska sommarspelen 2004
Paralympiska sommarspelen 2004 hölls i Aten, Grekland, från 17 september till 28 september och var det tolfte i ordningen. 3 808 idrottare från 135 länder deltog i 19 idrotter.
Framgångsrikaste nation var Kina som vann 141 medaljer, varav 63 guld. Sverige vann 21 medaljer fördelade på 8 guld, 7 silver och 6 brons.